# Сереброво (Иркутская область)
Сереброво — посёлок в Тайшетском районе Иркутской области России. Входит в состав Соляновского муниципального образования. Находится примерно в 59 км к югу от районного центра.

## Население
| 2002 | 2010 | 2011 | 2012 |
| ---- | ---- | ---- | ---- |
| 302  | ↘234 | ↘233 | ↘229 |

По данным Всероссийской переписи, в 2010 году в посёлке проживали 234 человека (114 мужчин и 120 женщин).